# Андро Дмитро Федорович

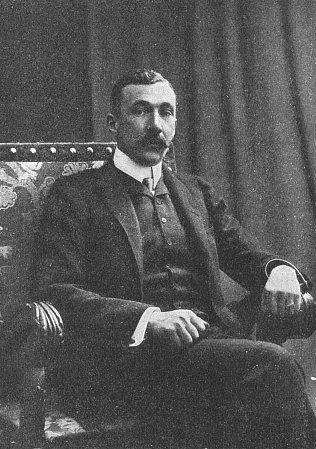
Фото. 1906 рік

Андро Дмитро Федорович — діяч Волинської губернії і України кінця 19 — початку 20 століть· (Народився 1866 року — помер близько 1920 року)· Великий поміщик, дворянин, мав земельні угіддя в основному у Рівненському повіті.
Предводитель дворянства Рівненського повіту Волинської губернії за часів Російської імперії. Член Державної думи Російської імперії першого скликання (1906) від Волинської губернії. Входив до складу праволіберальної «Групи мирного оновлення».
Учасник з'їзду хліборобів 29 квітня 1918 року в Києві де було обрано генерала Павла Скоропадського гетьманом України. З 8 травня по 1 грудня 1918 року — губернський староста (губернатор) Волинської губернії за режиму Скоропадського·
1 грудня 1918 року відступив з Житомира до Києва під тиском повстанців Директорії УНР· На початку 1919 року перебрався до Одеси, де висадилися війська країн Антанти (Франції і Греції) та війська російських білогвардійців. У березні — квітні 1919 року був міністром внутрішніх справ у тимчасовому білому російському уряді Одеси.